# ФК Радник Сурдулица
ФК Радник Сурдулица је фудбалски клуб из Сурдулице који се тренутно такмичи у Суперлиги Србије, првом такмичарском нивоу српског фудбала. Клуб је основан 1926. године.

## Историјат
Фудбалски клуб је основан 1926. године када је обућарски радник Градимир Антић донео прву фудбалску лопту у Сурдулици. Клуб је основан под именом ССК (Сурдулички спортски клуб). Почетком Другог светског рата престаје са радом, али већ 1946. године обнавља се рад, а клуб мења име у Полет. Првих годину дана играли су само пријатељске утакмице, да би од 1947. године почели да се такмиче у врањској лиги.
Године 1950. клуб мења име у Хидровласина, а данашње име добија крајем исте године спајањем Хидровласине и фудбалског клуба Молидбена из Белог Поља. Кроз клуб је прошао велики број фудбалера и тренера, а Радник велику пажњу посвећује млађим категоријама.
На крају сезоне 2012/13. у Српској лиги Исток Радник и Синђелић Ниш имали су исти број бодова, као и идентичан међусобни скор. Због тога се играо бараж за првака, односно пласман у Прву лигу Србије 2013/14. Радник је у првом мечу баража победио са 3 : 0 у гостима, док је код куће поражен са 0 : 1, али је са укупним резултатом од 3 : 1 постао првак Српске лиге Исток и обезбедио пласман у Прву лигу Србије, други степен такмичења.
У дебитантској сезони у Првој лиги Србије Радник је заузео 10. место, да би у сезони 2014/15. остварио историјски успех пласманом у Суперлигу Србије. Радник је заузео прво место са три бода више од Јавора и шест од Металца.

## Тренутни састав
Од 25. фебруара 2023.
| Бр. |                     | Позиција | Играч              |
| --- | ------------------- | -------- | ------------------ |
| 1   | Србија              | Г        | Немања Костић      |
| 2   | Босна и Херцеговина | О        | Душан Хоџић        |
| 3   | Србија              | О        | Ранко Јокић        |
| 4   | Босна и Херцеговина | С        | Един Рустемовић    |
| 5   | Гамбија             | С        | Узман Маронг       |
| 7   | Босна и Херцеговина | Н        | Петар Кунић        |
| 8   | Украјина            | О        | Тарас Бондаренко   |
| 9   | Србија              | Н        | Милан Макарић      |
| 10  | Србија              | С        | Немања Суботић     |
| 11  | Србија              | Н        | Борко Дуроњић      |
| 12  | Србија              | Г        | Вук Вукадиновић    |
| 14  | Србија              | С        | Михаило Орешчанин  |
| 15  | Србија              | О        | Душан Стевановић   |
| 17  | Србија              | С        | Филип Петровић     |
| 18  | Србија              | Н        | Вукашин Богдановић |

| Бр. |                     | Позиција | Играч                     |
| --- | ------------------- | -------- | ------------------------- |
| 19  | Србија              | С        | Вук Митошевић             |
| 20  | Србија              | С        | Давор Недељковић          |
| 21  | Србија              | О        | Урош Лазић                |
| 22  | Србија              | Г        | Стефан Ранђеловић         |
| 23  | Србија              | С        | Андрија Милић             |
| 24  | Србија              | О        | Урош Стојановић (капитен) |
| 32  | Србија              | О        | Богдан Стојковић          |
| 37  | Гана                | О        | Садик Абубакар            |
| 49  | Црна Гора           | С        | Андрија Радуловић         |
| 77  | Србија              | Н        | Дејан Дражић              |
| 87  | Босна и Херцеговина | Г        | Горан Вуклиш              |
| 88  | Србија              | С        | Лука Великић              |
| 90  | Северна Македонија  | С        | Зоран Даноски             |
| 99  | Србија              | Н        | Вељко Јовановић           |

## Новији резултати
| Сезона   | Ранг | Лига              | Позиција | ИГ | Д  | Н  | П  | ГД | ГП | ГР  | Бод     | Куп                  |
| -------- | ---- | ----------------- | -------- | -- | -- | -- | -- | -- | -- | --- | ------- | -------------------- |
| 2008/09. | 3    | Српска лига Исток | 12.      | 28 | 8  | 7  | 13 | 31 | 35 | -6  | 31      | Није се квалификовао |
| 2009/10. | 3    | Српска лига Исток | 7.       | 30 | 10 | 8  | 12 | 42 | 41 | +1  | 38      | Није се квалификовао |
| 2010/11. | 3    | Српска лига Исток | 3.       | 30 | 14 | 4  | 12 | 43 | 35 | +8  | 46      | Није се квалификовао |
| 2011/12. | 3    | Српска лига Исток | 4.       | 30 | 14 | 6  | 10 | 55 | 48 | +7  | 48      | Није се квалификовао |
| 2012/13. | 3    | Српска лига Исток | 1.       | 30 | 21 | 3  | 6  | 62 | 34 | +28 | 65      | Није се квалификовао |
| 2013/14. | 2    | Прва лига Србије  | 10.      | 30 | 10 | 8  | 12 | 31 | 36 | -5  | 38      | Није се квалификовао |
| 2014/15. | 2    | Прва лига Србије  | 1.       | 30 | 19 | 7  | 4  | 41 | 14 | +27 | 64      | Шеснаестина финала   |
| 2015/16. | 1    | Суперлига Србије  | 8.       | 37 | 11 | 11 | 15 | 41 | 65 | -24 | 25 (44) | Шеснаестина финала   |
| 2016/17. | 1    | Суперлига Србије  | 12.      | 37 | 9  | 10 | 18 | 35 | 48 | -13 | 25 (37) | Осмина финала        |
| 2017/18. | 1    | Суперлига Србије  | 9.       | 37 | 13 | 7  | 17 | 42 | 60 | -18 | 28 (46) | Шеснаестина финала   |
| 2018/19. | 1    | Суперлига Србије  | 9.       | 37 | 13 | 8  | 16 | 38 | 45 | -7  | 28 (47) | Четвртфинале         |
| 2019/20. | 1    | Суперлига Србије  | 11.      | 30 | 8  | 7  | 15 | 34 | 50 | -16 | 31      | Четвртфинале         |
| 2020/21. | 1    | Суперлига Србије  | 6.       | 38 | 16 | 7  | 15 | 55 | 49 | +6  | 55      | Полуфинале           |
| 2021/22. | 1    | Суперлига Србије  | 9.       | 37 | 12 | 15 | 10 | 37 | 37 | 0   | 51      | Осмина финала        |
| 2022/23. | 1    | Суперлига Србије  | 15.      | 37 | 8  | 11 | 18 | 28 | 50 | -22 | 35      | Четвртфинале         |
| 2023/24. | 1    | Суперлига Србије  | 16.      | 37 | 3  | 9  | 25 | 24 | 59 | -35 | 18      | Шеснаестина финала   |
| 2024/25. | 2    | Прва лига Србије  | 1.       | 37 | 23 | 9  | 5  | 64 | 19 | +45 | 78      | Осмина финала        |
| 2025/26. | 1    | Суперлига Србије  | —        | —  | —  | —  | —  | —  | —  | —   | —       | —                    |